# Episodi di Your Pretty Face Is Going to Hell
Elenco degli episodi della serie televisiva Your Pretty Face Is Going to Hell.
La prima stagione, composta da 6 episodi, è stata trasmessa negli Stati Uniti su Adult Swim dal 18 aprile al 23 maggio 2013. La seconda stagione, composta da 12 episodi, è stata trasmessa dal 12 luglio all'11 ottobre 2015. La terza stagione, composta da 12 episodi, è stata trasmessa dal 23 ottobre 2016 al 7 maggio 2017. La quarta stagione, composta da 12 episodi, è stata trasmessa dal 3 maggio al 14 giugno 2019.
| nº               | Codice di produzione | Titolo originale                    | Prima TV USA      |
| Prima stagione   | Prima stagione       | Prima stagione                      | Prima stagione    |
| ---------------- | -------------------- | ----------------------------------- | ----------------- |
| 1                | 101                  | Welcome to Hell                     | 18 aprile 2013    |
| 2                | 102                  | Bone Garden                         | 25 aprile 2013    |
| 3                | 103                  | Take Life by the Horns              | 2 maggio 2013     |
| 4                | 104                  | Schmickler83!                       | 9 maggio 2013     |
| 5                | 105                  | Devil in the Details                | 16 maggio 2013    |
| 6                | 106                  | People in Hell Want Ice Water       | 23 maggio 2013    |
| Seconda stagione |                      |                                     |                   |
| 1                | 201                  | Psyklone and the Thin Twins         | 12 luglio 2015    |
| 2                | 202                  | Shoulder Work                       | 19 luglio 2015    |
| 3                | 205                  | Jett Copperhead, Six-pack Magician  | 26 luglio 2015    |
| 4                | 206                  | True Love Will Find You             | 2 agosto 2015     |
| 5                | 211                  | New-cronomicon                      | 9 agosto 2015     |
| 6                | 208                  | Witches                             | 16 agosto 2015    |
| 7                | 207                  | Cerberus                            | 30 agosto 2015    |
| 8                | 204                  | Nü-Byle                             | 13 settembre 2015 |
| 9                | 203                  | National Lampoon's Fireballz        | 20 settembre 2015 |
| 10               | 210                  | Spunk                               | 27 settembre 2015 |
| 11               | 212                  | Krampus Nacht                       | 4 ottobre 2015    |
| 12               | 209                  | Heaven                              | 11 ottobre 2015   |
| Terza stagione   |                      |                                     |                   |
| 1                | 301                  | Straight Outta Hades                | 23 ottobre 2016   |
| 2                | 302                  | Circle Jerk MCMCVIII                | 30 ottobre 2016   |
| 3                | 303                  | Three Demons and a Demon Baby       | 6 novembre 2016   |
| 4                | 304                  | Healy                               | 13 novembre 2016  |
| 5                | 305                  | The Tree-Huger Bomber               | 20 novembre 2016  |
| 6                | 306                  | Torture                             | 27 novembre 2016  |
| 7                | 307                  | Eddie the Demon                     | 2 aprile 2017     |
| 8                | 308                  | Golden Fiddle Week                  | 9 aprile 2017     |
| 9                | 309                  | Lee                                 | 16 aprile 2017    |
| 10               | 310                  | Hammerman                           | 23 aprile 2017    |
| 11               | 311                  | Snow Job                            | 30 aprile 2017    |
| 12               | 312                  | The Dammed                          | 7 maggio 2017     |
| Quarta stagione  |                      |                                     |                   |
| 1                | 401                  | The Flip                            | 3 maggio 2019     |
| 2                | 402                  | The Poor Horsemen of the Apocalypse | 3 maggio 2019     |
| 3                | 403                  | OMGouija                            | 10 maggio 2019    |
| 4                | 404                  | The High Heel                       | 10 maggio 2019    |
| 5                | 405                  | The Party Hole                      | 17 maggio 2019    |
| 6                | 406                  | Trial by Gary                       | 17 maggio 2019    |
| 7                | 407                  | Stan the Man                        | 31 maggio 2019    |
| 8                | 408                  | Gary Bunda: Demon Killer            | 31 maggio 2019    |
| 9                | 409                  | Milk and Honey                      | 7 giugno 2019     |
| 10               | 410                  | Five-Card Duds                      | 7 giugno 2019     |
| 11               | 411                  | Conceal and Gary                    | 14 giugno 2019    |
| 12               | 412                  | Fried Alive                         | 14 giugno 2019    |
| Corti            |                      |                                     |                   |
| 1                |                      | Sexting                             | 21 ottobre 2022   |
| 2                |                      | Immortal Combat                     | 21 ottobre 2022   |
| 3                |                      | Shoulder Pad Work                   | 21 ottobre 2022   |
| 4                |                      | Crossroads                          | 21 ottobre 2022   |
| 5                |                      | The Thunderdevils: Episode 1        | 21 ottobre 2022   |
| 6                |                      | The Thunderdevils: Episode 2        | 21 ottobre 2022   |
| 7                |                      | Ouroboros                           | 21 ottobre 2022   |
| 8                |                      | Hell 2.0                            | 21 ottobre 2022   |

## Welcome to Hell
- Titolo originale: Welcome to Hell
- Diretto da: Casper Kelly
- Scritto da: Casper Kelly e Dave Willis

### Trama
Gary e Claude hanno il compito di far sì che un giocatore di baseball professionista inizi a lodare Satana per il suo successo.
- Ascolti USA: telespettatori 1.504.000 – rating/share 18-49 anni.[1]

## Bone Garden
- Titolo originale: Bone Garden
- Diretto da: Dave Willis
- Scritto da: Casper Kelly e Dave Willis

### Trama
Gary deve impedire che l'appartamento degli appuntamenti sessuali di Satana venga venduto. Inoltre si scopre che l'amante del diavolo è stata la prima ragazza di Gary.
- Ascolti USA: telespettatori 1.670.000 – rating/share 18-49 anni.[2]

## Take Life by the Horns
- Titolo originale: Take Life by the Horns
- Diretto da: Casper Kelly
- Scritto da: Casper Kelly e Dave Willis

### Trama
Un piano per mettere la faccia di Satana sul nichelino lascia Gary bloccato sui monti Appalachi.
- Ascolti USA: telespettatori 1.461.000 – rating/share 18-49 anni.[3]

## Schmickler83!
- Titolo originale: Schmickler83!
- Diretto da: Dave Willis
- Scritto da: Casper Kelly e Dave Willis

### Trama
A un concerto, Gary perde l'abilità di convocare le persone all'inferno. Chiunque riesca a risolvere il problema avrà il controllo totale di Gary.
- Ascolti USA: telespettatori 1.630.000 – rating/share 18-49 anni.[4]

## Devil in the Details
- Titolo originale: Devil in the Details
- Diretto da: Casper Kelly
- Scritto da: Casper Kelly, Dave Willis e Jon Wurster

### Trama
Gary torna a scuola per aiutare una classe di recitazione del liceo a realizzare un musical che glorifica Satana.
- Ascolti USA: telespettatori 1.560.000 – rating/share 18-49 anni[5]

## People in Hell Want Ice Water
- Titolo originale: People in Hell Want Ice Water
- Diretto da: Dave Willis
- Scritto da: Casper Kelly e Dave Willis

### Trama
Satana fa competere i suoi demoni per un sorso di acqua ghiacciata.
- Ascolti USA: telespettatori 1.866.000 – rating/share 18-49 anni[6]